# Клиърфийлд (окръг, Пенсилвания)
Окръг Клиърфийлд (на английски: Clearfield County) е окръг в щата Пенсилвания, Съединени американски щати. Площта му е 2989 km², а населението - 79 685 души (2017). Административен център е град Клиърфийлд.